# 庫爾·加里

庫爾·加里

庫爾·加里（1183年—1236年），是伏爾加保加利亞著名的穆斯林詩人，是中世紀韃靼語書面文學的奠基人，他著名的作品優素福的故事就是用古韃靼語書寫。
一般相信他生於韃靼斯坦東部，年輕時曾往花剌子模的伊斯蘭學校讀書，他在1223年寫下著名的詩作，他死於1236年蒙古第二次西征時入侵伏爾加保加利亞的戰役。
他的詩現在仍被巴什基爾人，楚瓦什人和韃靼人閱讀。